# Bommanakatte, Bhadravati
Bommanakatte là một làng thuộc tehsil Bhadravati, huyện Shimoga, bang Karnataka, Ấn Độ.